# Абильдаев, Султан Токатаевич
Султа́н Токата́евич Абильда́ев (каз. Сұлтан Тоқатайұлы Әбілдаев; род. 21 марта 1970, Кзыл-Орда) — советский и казахстанский футболист, полузащитник; тренер.

## Карьера

### Клубная
Султан Абильдаев бо́льшую часть карьеры провёл в «Кайсаре». Был капитаном и лидером этого клуба. Играл на позиции полузащитника и защитника. В 2005 году завершил карьеру футболиста в родном клубе «Кайсар».

### В сборной
В сборной Казахстана сыграл 3 матча.

### Тренерская
В апреле-августе 2009 — главный тренер «Кайсара».

## Достижения
- Победитель первой лиги Казахстана (2): 1995, 2005
- Обладатель Кубка Казахстана: 1998/99